# دولة كهنوتية
الدولة الكهنوتية (بالإنجليزية: Sacerdotal state)‏ هي دولة يرأسها أيضًا زعيم ديني معين من قبل هيئة دينية. ومن الأمثلة على هذا النوع من الدول دولة الفاتيكان - حيث يحكم رؤساؤها، باباوات الكنيسة الكاثوليكية، أراضي بابوية متميزة عن السلطة العلمانية منذ القرن الثامن الميلادي. تعمل أندورا بموجب نظام شبه كهنوتي، حيث أن أحد رئيسي الدولة المشاركين هو أسقف أورغل، بينما الآخر هو رئيس فرنسا. ومع ذلك، فعلى عكس الفاتيكان، فإن الأمراء المشاركين في أندورا ليسوا مشاركين بشكل وثيق في الحكومة.
في الماضي، كان الأساقفة يتولون عادة السلطة الدنيوية وكذلك الروحية ويحكمون بصفتهم أمراء أساقفة. وقد حدث هذا، على سبيل المثال، في الإمبراطورية الرومانية المقدسة، حيث كان ثلاثة من الناخبين الإمبرياليين السبعة أمراء رؤساء أساقفة (أساقفة ترير وماينتس وكولونيا). وبعد صلح وستفاليا لعام 1648، أصبح بعض الأمراء الأساقفة ثنائيو الديانة وتناوبوا بين الحكم من قبل الأساقفة الكاثوليك والمدراء البروتستانت.

## الدول الكهنوتية الحالية
فيما يلي الدول الكهنوتية أو الدول الكهنوتية جزئيًا:

### أندورا
تعمل أندورا في ظل نظام حكم شبه كهنوتي، حيث أن أحد رئيسي الدولة المشاركين هو أسقف أورغل الكاثوليكي اللاتيني، بينما الآخر هو رئيس فرنسا، ومع ذلك فإن الأميرين المشاركين لأندورا لا يشاركان في الحكومة عن كثب. فأسقف أورغل هو أحد الشخصيتين الدينيتين الكاثوليكيتين اللتين تقودان دولة أيضًا، والآخر هو بابا الفاتيكان. مثل الأساقفة الآخرين، يتم تعيين أسقف أورغل أيضًا من قبل أسقف روما وبالتالي فإن البابا يعين رئيس دولة آخر.

### إيران

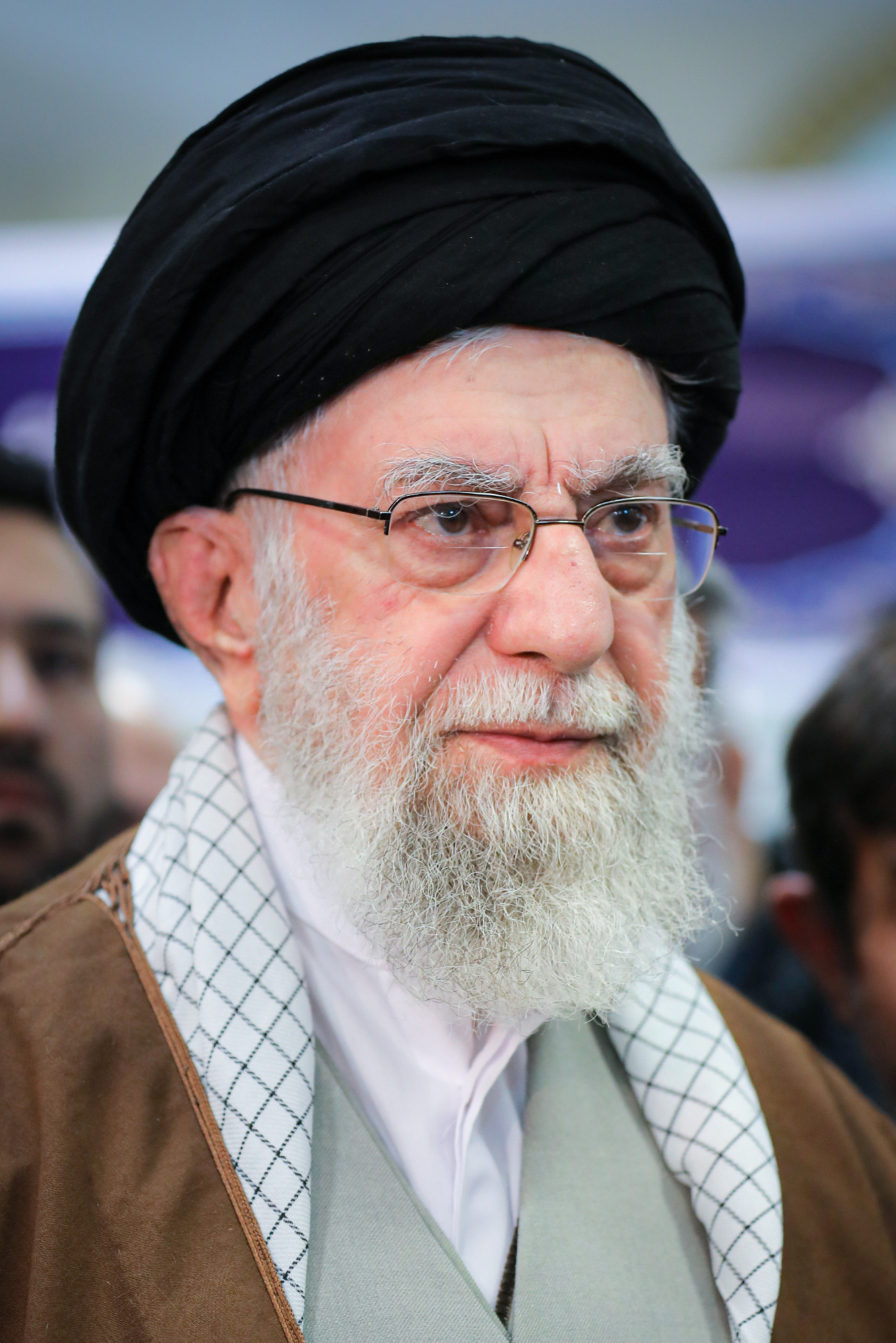
المرشد الأعلى الحالي لجمهورية إيران الإسلامية منذ الثورة الإسلامية الإيرانية هو علي خامنئي.

يتم انتخاب المرشد الأعلى للثورة الإسلامية، المعروف باسم الولي الفقيه، مدى الحياة من قبل هيئة تتألف من كبار رجال الدين المسلمين الشيعة الإثنا عشرية. المرشد الأعلى لإيران، المعروف باسم آية الله، هو الزعيم الروحي للبلاد بالإضافة إلى كونه شخصية سياسية قوية تتمتع بسلطات واسعة النطاق وقوته العسكرية الخاصة.

### المملكة المتحدة

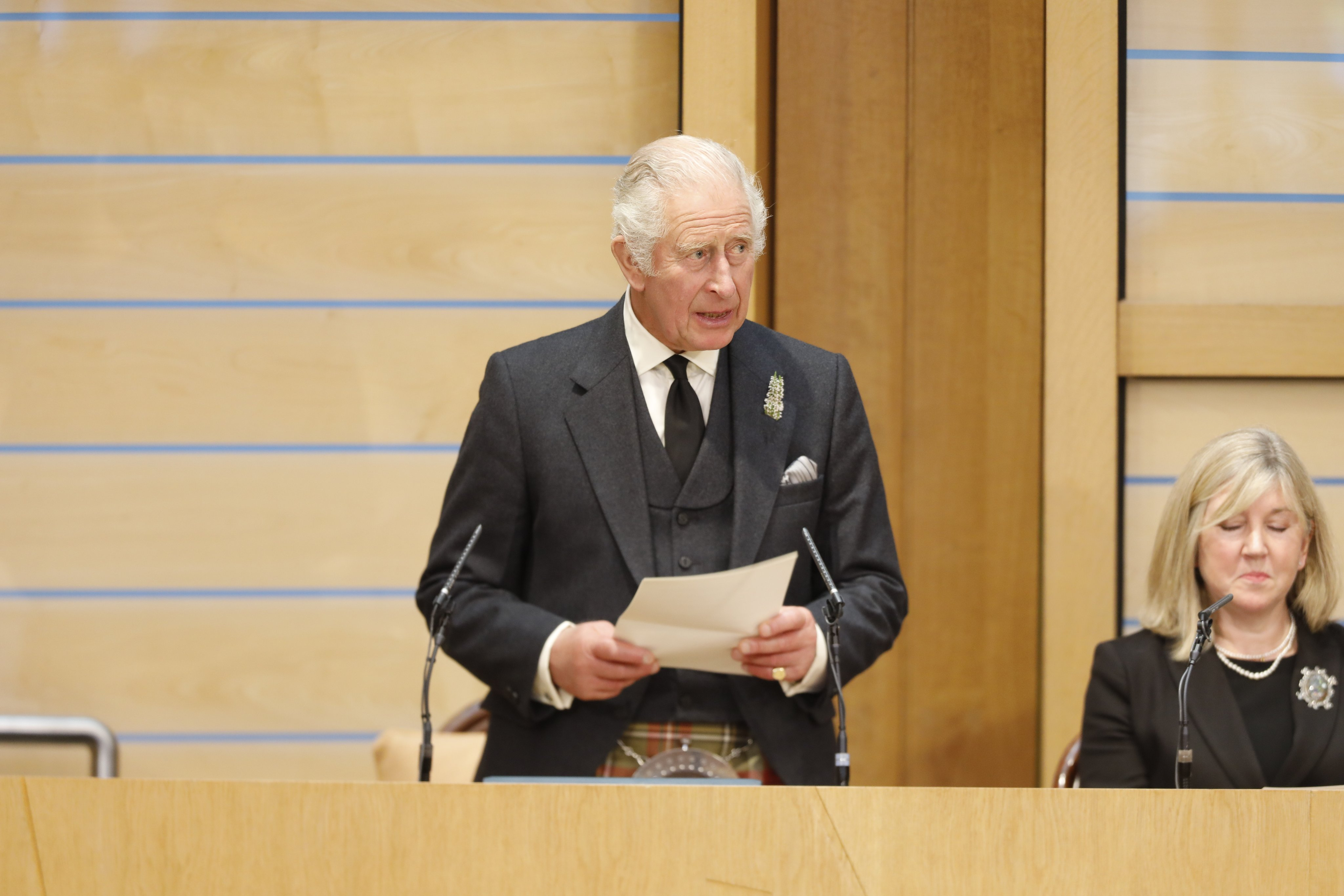
الحاكم الأعلى الحالي لكنيسة إنجلترا منذ الإصلاح البروتستانتي الإنجليزي هو تشارلز الثالث ملك بريطانيا.

منذ الإصلاح البروتستانتي الإنجليزي، كان الملوك البريطانيون ومن قبلهم الإنجليز يحملون لقب الحاكم الأعلى لكنيسة إنجلترا، مما يدل على زعامة الكنيسة الرسمية للدولة. ولم تمتد الاتحادات الشخصية والقانونية اللاحقة مع بلدان المملكة المتحدة الأخرى كويلز واسكتلندا وأيرلندا الشمالية إلى هذه الأراضي المتمتعة بوضع الكنيسة الأنجليكانية ككنيسة وطنية. وبالتالي، في المملكة المتحدة، يكون الملك هو رئيس الدولة وكذلك زعيم الكنيسة الرسمية في إنجلترا وملحقاتها التاجية.

### مدينة الفاتيكان

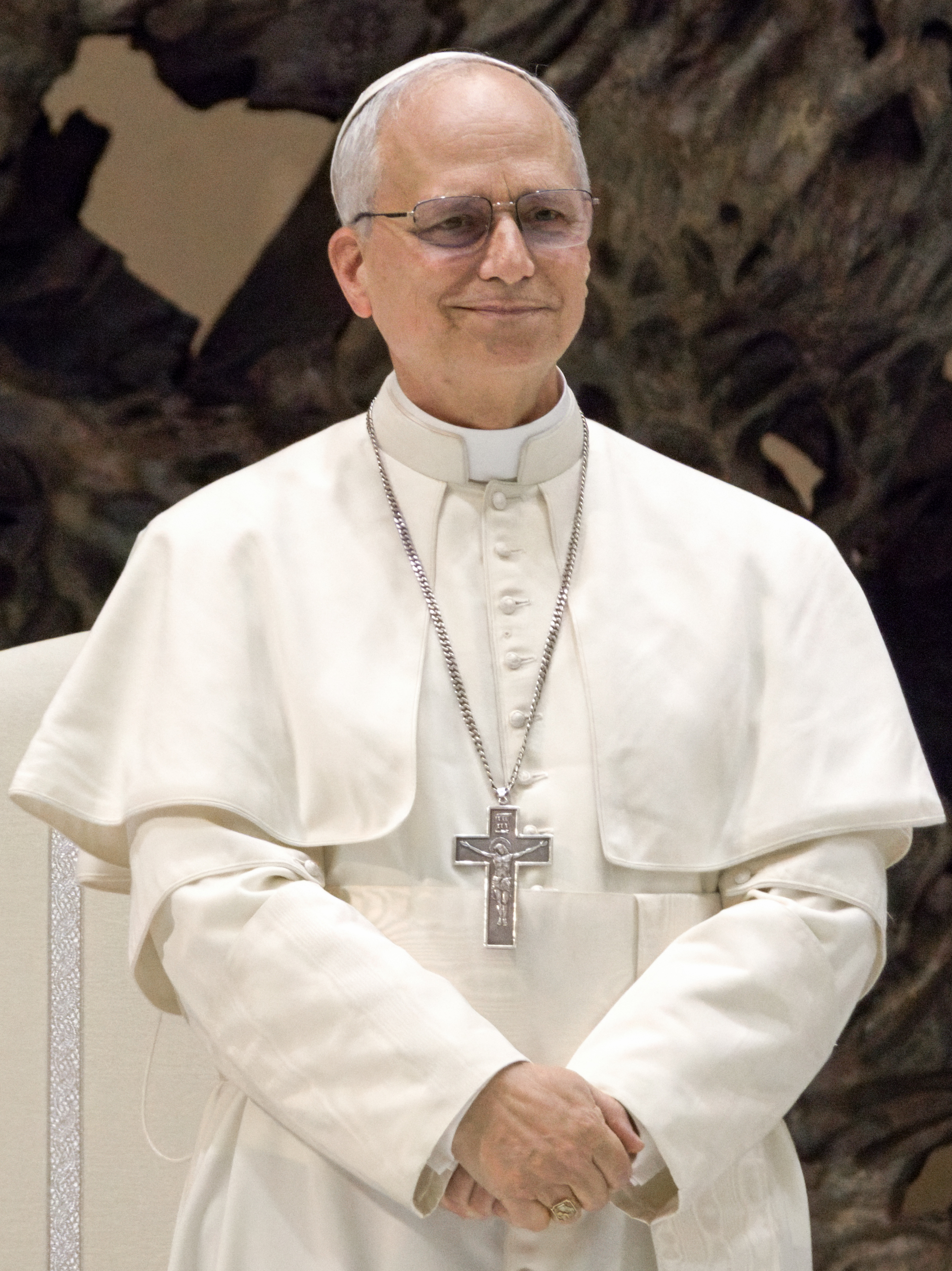
رئيس دولة الفاتيكان ورئيس الحكومة منذ القرن الثامن هو أسقف روما، الذي يعتبر رأس الكنيسة الكاثوليكية، والبابا الحالي هو البابا لاون الرابع عشر (في الصورة).

تعمل مدينة الفاتيكان في ظل نظام حكم أسقفي، ورئيسها منذ القرن الثامن هو بابا الكنيسة الكاثوليكية. فبابا الفاتيكان هو أحد الشخصيتين الدينيتين الكاثوليكيتين اللتين تقودان دولة أيضًا، والآخر هو أسقف أورغل في أندورا.

## الدول الكهنوتية السابقة
فيما يلي الدول التي كانت فيما مضى دولًا كهنوتية أو دولًا كهنوتية جزئيًا:

### مونتينيغرو
كانت مونتينيغرو إمارة كنسية أرثوذكسية صربية وُجدت في الفترة الممتدة من عام 1516 إلى عام 1852 في البلقان أثناء حكم الإمبراطورية العثمانية لمعظم المنطقة.

### التبت
في الماضي، كانت التبت - وهي دولة سابقة في التاريخ الصيني - خاضعة لحكم الدالاي لاما، وهو منصب دال على ملك التبت شغله زعماء سياسيون كانوا بمثابة زعماء دينيين رمزيين ولكن لم يكن لديهم منصب رسمي في المنظمات الدينية، وبالتالي لم يكونوا كهنة.